# Torrent de la Font de la Teula (Vallès Occidental)
El torrent de la Font de la Teula és un curs d'aigua del Vallès Occidental que neix a la Carena de la Pineda al massís de Sant Llorenç del Munt, dins del terme de Terrassa. Desemboca a la riera de Gaià al barri de Can Gonteres.